# Kapela sv. Ivana Nepomuka u Moravču
Kapela sv. Ivana Nepomuka katolička je kapela koja se nalazi u zagrebačkoj četvrti Sesvete u naselju Moravče. Prvi se puta spominje u zapisima vizitatora iz 1757. godine. Nalazi se uz cestu koja prolazi kroz Moravče te se nastavlja za Mariju Bistricu. Odlikuje se kulturno-povijesnom,  ambijentalnom, arhitektonskom i urbanističkom kvalitetom, te se u njoj nalazi vrijedan kasnobarokni crkveni inventar. Kapela je zaštićeno kulturno dobro Republike Hrvatske.

## Povijest i arhitektura
Kapela je jednobrodna građevina, sa zaobljenom apsidom svetišta, orijentirana u smjeru istok-zapad. Zvonik se nalazi u ravnini glavnog pročelja, iznad zabata.
Kapelu koja je bila uništena vlagom, i njena tri barokna, drvena, polikromirana, rezbarena i pozlaćena oltara temeljitom restauracijom obnovio je 2013. godine Gradski zavod za zaštitu spomenika kulture i prirode iz Zagreba. Sanacija je uključivala uklanjanje vlage te zaštitu od ulaska ptica i šišmiša koji su se naselili u kapelu. Izvršeni su stolarski i restauratorski radovi na kipovima oltara, a slike sv. Roka i sv. Florijana koje su se nalazile na bočnim oltarima, preseljene su u župnu crkvu Presvetoga Trojstva.
Glavni oltar koji je smješten u apsidi kapele u niši ima postavljen kip sv. Ivana Nepomuka, a bočno se nalaze kipovi sv. Ane i sv. Joakima te dvije nepoznate svetice na kruništu oltara. Bočna krila oltara su ukrašena i izrezbarena. Dva oltara smještena ispred trijumfalnoga luka sliče glavnom oltaru, a na njima su bočno od retabla za sliku postavljeni kipovi nepoznatih svetaca.
Radi gradnje na močvarnom zemljištu, kapela je danas u lošem građevinskom stanju.
- Prednje pročelje
- Pogled na kapelu